# Charlotte của Luxembourg
Charlotte xứ Luxembourg (Charlotte Adelgonde Elise/Elisabeth Marie Wilhelmine, ngày 23 tháng 1 năm 1896 - 9 tháng 7 năm 1985), trị vì 1919-1964.

## Thiếu thời
Sinh ra tạo lâu đài Berg, Charlotte là con gái thứ hai của Wëllem IV của Luxembourg và vợ ông, Maria Ana của Bồ Đào Nha.
Khi chị gái của cô, Marie-Adélaïde, Nữ Đại công tước Luxembourg, người đã kế vị cha mình, bị buộc phải thoái vị vào ngày 14 tháng 01 năm 1919, Charlotte trở thành Đại công tước Luxembourg và phải đối phó với những khuynh hướng cách mạng trong cả nước. Không giống như chị gái của mình, cô quyết định không can thiệp vào chính trị của Luxembourg.